# Маккавієвське сільське поселення
Маккаві́євське сільське поселення (рос. Маккавеевское сельское поселение) — сільське поселення у складі Читинського району Забайкальського краю Росії.
Адміністративний центр — село Маккавієво.

## Населення
Населення сільського поселення становить 4039 осіб (2019; 4157 у 2010, 4125 у 2002).

## Склад
До складу сільського поселення входять:
| Населений пункт       | Населення, осіб (2002) | Населення, осіб (2010) |
| --------------------- | ---------------------- | ---------------------- |
| Дом Інвалідів, селище | 25                     | 12                     |
| Маккавієво, село      | 4100                   | 4145                   |